# Archivos Históricos del Feminismo
Los Archivos Históricos del Feminismo en México es un proyecto del Programa Universitario de Estudios de Género (PUEG) de la Universidad Nacional Autónoma de México, realizado por investigadoras y estudiantes de la misma universidad en el 2017. En ellos se presentan publicaciones feministas que tratan temas como la política, la educación, la sexualidad, etc.

## Acervo
Para el proyecto se digitalizaron y se catalogaron más de 300 ejemplares y cinco mil artículos de las siguientes revistas feministas, las cuales cubren los años de 1976 a 200:
| Publicación         | Número de digitalizaciones |
| ------------------- | -------------------------- |
| La Boletina         | 8 números                  |
| Cihuat              | 6 periódicos               |
| La Correa feminista | 21 números                 |
| Fem                 | 261 números                |
| La Revuelta         | 9 periódicos               |